# 족보 (1971년 영화)
"족보"는 1971년 공개된 대한민국의 영화이다.

## 배역
- 박노식
- 윤정희
- 김승호
- 황정순
- 허장강
- 김희갑
- 송해
- 장혁
- 박병호
- 양훈
- 김칠성
- 안인숙
- 김정옥
- 배삼용
- 박상익
- 최삼
- 김경란
- 지계순
- 추석양
- 추봉
- 장인환